# Songs in A Minor
A Songs in A Minor Alicia Keys amerikai énekesnő első albuma. A kritikusok kedvező fogadtatásban részesítették, dicsérték Keys képességét, hogy a régi stílust új R&B-hangzásvilággal vegyíti, és olyan művészekhez hasonlították, mint Aretha Franklin, Stevie Wonder, Billie Holiday, Prince és Lauryn Hill.
Az album címének jelentése „dalok A-mollban”, egyben utalás Keys fiatal korára is (a minor kiskorút is jelent). A cím ellenére csak egy dal, a Jane Doe íródott A-mollban.
Az album a Billboard 200 amerikai albumslágerlista első helyén nyitott, az első héten több mint 236 000 példány kelt el belőle. Az Egyesült Államikban összesen hatmillió, világszerte tizenegymillió példányban kelt el. A 44. Grammy-díjkiosztón Keys öt díjat is elnyert, a következő kategóriákban: legjobb új előadó, legjobb R&B-album (Songs in A Minor), legjobb női R&B-előadás, az év dala (Fallin’), a legjobb R&B-dal (Fallin’). A Fallin’ című dal ezen kívül egy jelölést is kapott az év felvétele kategóriában. Keys lett a második női szólóelőadó, aki egy díjátadón öt Grammyt is elnyert (az első Lauryn Hill volt három évvel korábban).
2002-ben Ausztráliában és Európában 2 CD-s változatban is megjelent az album, a második CD-n a Remixed & Unplugged in A Minor anyaga található.

## Megjelenési dátumok
| Ország             | Dátum               | Kiadó |
| ------------------ | ------------------- | ----- |
| Egyesült Államok   | 2001. június 5.     | J     |
| Kanada             | 2001. június 5.     | Sony  |
| Egyesült Királyság | 2001. július 23.    | J     |
| Németország        | 2001. szeptember 3. | J     |
| Ausztrália         | 2001. szeptember 3. | J     |
| Japán              | 2002. február 27.   | BMG   |
| Franciaország      | 2002. október 29    | J     |

## Dallista
A Piano & I felhasznál egy részletet Ludwig van Beethoven Holdfény-szonátájából. A How Come You Don’t Call Me a How Can U Don’t Call Me Anymore? című Prince-dal feldolgozása. A Rock wit U és a Rear View Mirror (utóbbi Japánon kívül csak a Fallin’ kislemezen szerepel) korábban filmzenealbumokon is megjelentek. A Butterflyz Keys egyik legkorábbi dala, tizennégy évesen írta.
| #            | Cím                                                         | Szerzők                                                                     | Hossz |
| ------------ | ----------------------------------------------------------- | --------------------------------------------------------------------------- | ----- |
| 1.           | Piano & I                                                   | Alicia Keys                                                                 | 1:52  |
| 2.           | Girlfriend                                                  | Keys, Jermaine Dupri, Joshua Thompson                                       | 3:34  |
| 3.           | How Come You Don’t Call Me                                  | Prince                                                                      | 3:57  |
| 4.           | Fallin’                                                     | Keys                                                                        | 3:30  |
| 5.           | Troubles                                                    | Keys, Kerry Brothers, Jr.                                                   | 4:28  |
| 6.           | Rock wit U                                                  | Keys, Taneisha Smith, Brothers                                              | 5:36  |
| 7.           | A Woman’s Worth                                             | Keys, Erika Rose                                                            | 5:03  |
| 8.           | Jane Doe                                                    | Keys, Kandi Burruss                                                         | 3:48  |
| 9.           | Goodbye                                                     | Keys                                                                        | 4:20  |
| 10.          | The Life                                                    | Keys, Smith, Brothers                                                       | 5:25  |
| 11.          | Mr. Man (duett Jimmy Cozierrel)                             | Keys, Cozier                                                                | 4:09  |
| 12.          | Never Felt This Way (Interlude)                             | Brian McKnight                                                              | 2:01  |
| 13.          | Butterflyz                                                  | Keys                                                                        | 4:08  |
| 14.          | Why Do I Feel So Sad                                        | Keys, Warryn Campbell                                                       | 4:25  |
| 15.          | Caged Bird                                                  | Keys                                                                        | 3:02  |
| 16.          | Lovin’ U (rejtett dal)                                      | Keys                                                                        | 3:49  |
| Brit kiadás  |                                                             |                                                                             |       |
| 16.          | Fallin’ (Remix featuring Busta Rhymes and Rampage)          | Keys                                                                        | 4:15  |
| 17.          | A Woman’s Worth (Remix)                                     | Keys, Rose                                                                  | 3:20  |
| 18.          | Lovin’ U (rejtett dal)                                      | Keys                                                                        | 3:49  |
| Japán kiadás |                                                             |                                                                             |       |
| 17.          | Rear View Mirror                                            | Keys, Brothers, L. Green, Rodney Jerkins, Fred Jerkins III, LaShawn Daniels | 4:06  |
| 18.          | Fallin’ (Extended Remix featuring Busta Rhymes and Rampage) | Keys                                                                        | 4:18  |
| 19.          | A Woman’s Worth (Remix Radio Edit)                          | Keys, Rose                                                                  | 4:24  |

## Kislemezek
- Fallin’ (2001. július 10.)
- A Woman’s Worth (2002. február 12.)
- How Come You Don’t Call Me (2002. június 4.)
- Girlfriend (2002. december 24)
- Butterflyz/Troubles: kizárólag promóciós kislemezként jelent meg 2×12" bakeliten, számlistája a következő:

1. Butterflyz (Roger’s Release Mix) – 9:11
2. Troubles (Jay-J & Chris Lum Moulton Mix) – 8:59
3. Butterflyz (Roger’s Release Dub) – 7:41
4. Troubles (Jay-J & Chris Lum Moulton Dub) – 8:14

## Helyezések
| Slágerlista (2001)                   | Legjobb helyezés |
| ------------------------------------ | ---------------- |
| USA Billboard 200                    | 1                |
| USA Billboard Top R&B/Hip-Hop Albums | 1                |
| USA Billboard Top Internet Albums    | 1                |
| Európai Top 100 album                | 5                |
| Holland MegaCharts albumslágerlista  | 1                |
| Ír albumslágerlista                  | 5                |
| Kanadai albumslágerlista             | 2                |
| Német Media Control albumslágerlista | 2                |
| Norvég albumslágerlista              | 12               |
| Svájci albumslágerlista              | 3                |
| Svéd albumslágerlista                | 10               |

| Slágerlista (2002)                 | Legjobb helyezés |
| ---------------------------------- | ---------------- |
| Ausztrál ARIA albumslágerlista     | 3                |
| Brit albumslágerlista              | 6                |
| Belga Ultratop 50 (Flandria)       | 8                |
| Belga Ultratop 40 Album (Vallonia) | 10               |
| Dán albumslágerlista               | 4                |
| Finn albumslágerlista              | 8                |
| Francia SNEP albumslágerlista      | 12               |
| Magyar Mahasz albumslágerlista     | 18               |
| Olasz FIMI albumslágerlista        | 4                |
| Osztrák albumslágerlista           | 4                |
| Új-zélandi RIANZ albumslágerlista  | 4                |

### Évvégi slágerlisták
| Év   | Slágerlista                          | Helyezés |
| ---- | ------------------------------------ | -------- |
| 2002 | Ausztrál ARIA albumslágerlista       | 14       |
| 2002 | Ausztrál ARIA Urban albumslágerlista | 3        |
| 2002 | Belga Ultratop 50 Album (Flandria)   | 38       |
| 2002 | Belga Ultratop 40 Album (Vallónia)   | 21       |
| 2002 | Francia SNEP albumslágerlista        | 45       |
| 2001 | Svájci albumslágerlista              | 19       |
| 2002 | Brit albumslágerlista                | 34       |
| 2001 | USA Billboard 200                    | 13       |
| 2001 | USA Billboard Top R&B/Hip-Hop Albums | 3        |

## Minősítések
| - 6× platinalemez RIAA: 6 000 000 - 5× platinalemez CRIA: 500 000 - 3× platinalemez BPI: 900 000 IFPI: 3 000 000 - 2× platinalemez IFPI: 80 000 NVPI: 120 000 ARIA: 140 000 | - Platinalemez RIANZ: 15 000 IFPI: 40 000 FIMI: 100 000 SNEP: 351 000 IFPI: 200 000 - Gold IFPI: 10 000 IFPI: 10 000 IFPI: 15 000 |